# 1980년 일본 프로 야구 올스타전
1980년 일본 프로 야구 올스타전은 1980년 7월 19일과 7월 20일, 7월 22일에 열린 일본 프로 야구의 올스타전 경기이다.

## 개요
전년도에 구단 창단 이래 첫 일본 시리즈 우승을 이끈 히로시마 도요 카프의 고바 다케시 감독이 센트럴 리그 올스타팀을 지휘했고 퍼시픽 리그 우승 팀인 긴테쓰 버펄로스의 니시모토 유키오 감독이 퍼시픽 리그 올스타팀의 지휘를 맡은 올스타전이다.
양팀의 주력 타자로서 수많은 명승부를 펼쳤던 오 사다하루(요미우리)와 노무라 가쓰야(세이부)가 출전했는데 두 사람 모두 1980년 시즌 끝으로 선수 생활을 은퇴했다.
1차전에서는 1980년대의 서막을 상징하듯 한신 타이거스의 거물 신인 오카다 아키노부가 센트럴 올스타팀의 대타로 등장한 4회에 승부를 결정 짓는 솔로 홈런을 기록하여 1차전 MVP를 차지했다. 2차전에서는 전년도 일본 시리즈에서도 활약한 히로시마의 야마네 가즈오(센트럴 올스타)의 피칭과 긴테쓰의 히라노 미쓰야스(퍼시픽 올스타)의 배팅이 빛났다. 더욱이 이들 두 팀은 전년도에 이어 1980년 일본 시리즈에서 맞대결을 펼쳤다. 히로시마의 마무리 투수인 에나쓰 유타카는 3차전에서 마무리 투수로 등판해 전년도 일본 시리즈 ‘부탁한다 9회 무사 만루 위기’ 상황에서 에나쓰의 21구를 연상케하는 ‘에나쓰의 16구’로 퍼시픽 올스타 타선을 3자 연속 삼진으로 처리하여 3차전 MVP에 선정됐다.

## 출장 선수
| 센트럴 리그 | 센트럴 리그       | 센트럴 리그 | 센트럴 리그 |
| ----------- | ----------------- | ----------- | ----------- |
| 감독        | 고바 다케시       | 히로시마    |             |
| 코치        | 도이 기요시       | 다이요      |             |
| 코치        | 나카 도시오       | 주니치      |             |
| 투수        | 고바야시 시게루   | 한신        | 5           |
| 투수        | 야마네 가즈오     | 히로시마    | 첫 출장     |
| 투수        | 후쿠시 히로아키   | 히로시마    | 2           |
| 투수        | 기타벳푸 마나부   | 히로시마    | 2           |
| 투수        | 오노 유타카       | 히로시마    | 첫 출장     |
| 투수        | 에나쓰 유타카     | 히로시마    | 13          |
| 투수        | 노무라 오사무     | 다이요      | 4           |
| 투수        | 히라마쓰 마사지   | 다이요      | 9           |
| 투수        | 야마모토 가즈유키 | 한신        | 3           |
| 투수        | 니시모토 다카시   | 요미우리    | 첫 출장     |
| 투수        | 에가와 스구루     | 요미우리    | 첫 출장     |
| 투수        | 가지마 겐이치     | 야쿠르트    | 3           |
| 포수        | 와카나 요시하루   | 한신        | 3           |
| 포수        | 기마타 다쓰히코   | 주니치      | 9           |
| 포수        | 오야 아키히코     | 야쿠르트    | 7           |
| 1루수       | 오 사다하루       | 요미우리    | 21          |
| 2루수       | 오카다 아키노부   | 한신        | 첫 출장     |
| 3루수       | 가케후 마사유키   | 한신        | 5           |
| 유격수      | 마유미 아키노부   | 한신        | 2           |
| 내야수      | 다카하시 요시히코 | 히로시마    | 2           |
| 내야수      | 기누가사 사치오   | 히로시마    | 6           |
| 내야수      | 모토이 미쓰오     | 다이요      | 6           |
| 내야수      | 다시로 도미오     | 다이요      | 2           |
| 내야수      | 오스기 가쓰오     | 야쿠르트    | 8           |
| 내야수      | J. 스콧▲          | 야쿠르트    | 첫 출장     |
| 외야수      | 야마모토 고지     | 히로시마    | 8           |
| 외야수      | 와카마쓰 쓰토무   | 야쿠르트    | 9           |
| 외야수      | M. 레인베크       | 한신        | 2           |
| 외야수      | 야자와 겐이치     | 주니치      | 6           |
| 외야수      | 다오 야스시▲      | 주니치      | 첫 출장     |

| 퍼시픽 리그 | 퍼시픽 리그       | 퍼시픽 리그 | 퍼시픽 리그 |
| ----------- | ----------------- | ----------- | ----------- |
| 감독        | 니시모토 유키오   | 긴테쓰      |             |
| 코치        | 가지모토 다카오   | 한큐        |             |
| 코치        | 오사와 게이지     | 닛폰햄      |             |
| 투수        | 기다 이사무       | 닛폰햄      | 첫 출장     |
| 투수        | 스즈키 게이시     | 긴테쓰      | 13          |
| 투수        | 이모토 다카시     | 긴테쓰      | 2           |
| 투수        | 야마다 히사시     | 한큐        | 9           |
| 투수        | 마시바 시게쿠니   | 닛폰햄      | 첫 출장     |
| 투수        | 무라타 조지       | 롯데        | 8           |
| 투수        | 니시나 도키나리   | 롯데        | 첫 출장     |
| 투수        | 구라모치 아키라   | 롯데        | 첫 출장     |
| 투수        | 야마우치 신이치   | 난카이      | 6           |
| 투수        | 마쓰누마 히로히사 | 세이부      | 2           |
| 투수        | 다카하시 나오키▲  | 닛폰햄      | 5           |
| 포수        | 나시다 마사타카   | 긴테쓰      | 2           |
| 포수        | 가토 도시오       | 닛폰햄      | 5           |
| 포수        | 노무라 가쓰야     | 세이부      | 22          |
| 1루수       | 가토 히데지       | 한큐        | 9           |
| 2루수       | B. 마르카노       | 한큐        | 5           |
| 3루수       | 아리토 미치요     | 롯데        | 11          |
| 유격수      | 다카시로 노부히로 | 닛폰햄      | 2           |
| 내야수      | 이시와타 시게루   | 긴테쓰      | 2           |
| 내야수      | 시마타니 긴지     | 한큐        | 6           |
| 내야수      | 가타히라 신사쿠   | 난카이      | 첫 출장     |
| 내야수      | 도이 마사히로     | 세이부      | 16          |
| 내야수      | 야마자키 히로유키 | 세이부      | 9           |
| 외야수      | 후쿠모토 유타카   | 한큐        | 10          |
| 외야수      | L. 리             | 롯데        | 3           |
| 외야수      | 시마다 마코토     | 닛폰햄      | 2           |
| 외야수      | 히라노 미쓰야스   | 긴테쓰      | 2           |
| 외야수      | 구리하시 시게루   | 긴테쓰      | 2           |
| 외야수      | 가도타 히로미쓰   | 난카이      | 5           |

- 굵은 글씨는 팬 투표로 선출된 선수, ▲는 출장 사퇴 선수 발생에 의한 보충 선수.

## 올스타전 경기 결과

### 1차전

#### 스코어
| 팀 | 1 | 2 | 3 | 4 | 5 | 6 | 7 | 8 | 9 | R | H  | E |
| 센트럴 | 1 | 1 | 1 | 4 | 0 | 0 | 0 | 0 | 0 | 7 | 12 | 0 |
| 퍼시픽 | 2 | 0 | 0 | 0 | 2 | 0 | 2 | 0 | 0 | 6 | 10 | 1 |
| 승리 투수: 고바야시 시게루(한신) 패전 투수: 마시바 시게쿠니(닛폰햄) 세이브: 에나쓰 유타카(히로시마) 홈런: 센트럴 – 오 사다하루(요미우리·1회 1점), 오카다 아키노부(한신·4회 3점) 퍼시픽 – 레론 리(롯데·1회 2점, 5회 1점), 가도타 히로미쓰(난카이·7회 2점) |   |   |   |   |   |   |   |   |   |   |    |   |

#### 출장 선수
| 센트럴 | 센트럴 | 센트럴            |
| 타순   | 수비   | 선수              |
| ------ | ------ | ----------------- |
| 1      | (유)   | 다카하시 요시히코 |
| 2      | (좌)   | 와카마쓰 쓰토무   |
| 3      | (一)   | 오 사다하루       |
| 4      | (중)   | 야마모토 고지     |
| 5      | (三)   | 가케후 마사유키   |
| 6      | (우)   | 기누가사 사치오   |
| 7      | (二)   | 마유미 아키노부   |
| 8      | (포)   | 와카나 요시하루   |
| 9      | (투)   | 고바야시 시게루   |

| 퍼시픽 | 퍼시픽 | 퍼시픽            |
| 타순   | 수비   | 선수              |
| ------ | ------ | ----------------- |
| 1      | (중)   | 히라노 미쓰야스   |
| 2      | (좌)   | 구리하시 시게루   |
| 3      | (우)   | L. 리             |
| 4      | (一)   | 가토 히데지       |
| 5      | (유)   | 아리토 미치요     |
| 6      | (三)   | 시마타니 긴지     |
| 7      | (二)   | 야마자키 히로유키 |
| 8      | (포)   | 나시다 마사타카   |
| 9      | (투)   | 이모토 다카시     |

#### 수상 선수
MVP
- 오카다 아키노부(한신)

### 2차전

#### 스코어
| 팀 | 1 | 2 | 3 | 4 | 5 | 6 | 7 | 8 | 9 | R | H | E |
| 센트럴 | 0 | 1 | 0 | 0 | 0 | 0 | 0 | 0 | 0 | 1 | 7 | 1 |
| 퍼시픽 | 0 | 0 | 0 | 0 | 0 | 1 | 0 | 2 | X | 3 | 5 | 0 |
| 승리 투수: 야마우치 신이치(난카이) 패전 투수: 히라마쓰 마사지(다이요) 세이브: 구라모치 아키라(롯데) 홈런: 퍼시픽 – 히라노 미쓰야스(긴테쓰·8회 2점) |   |   |   |   |   |   |   |   |   |   |   |   |

#### 출장 선수
| 센트럴 | 센트럴 | 센트럴            |
| 타순   | 수비   | 선수              |
| ------ | ------ | ----------------- |
| 1      | (유)   | 다카하시 요시히코 |
| 2      | (좌)   | 와카마쓰 쓰토무   |
| 3      | (一)   | 오 사다하루       |
| 4      | (중)   | 야마모토 고지     |
| 5      | (三)   | 기누가사 사치오   |
| 6      | (우)   | M. 레인베크       |
| 7      | (二)   | 모토이 미쓰오     |
| 8      | (포)   | 기마타 다쓰히코   |
| 9      | (투)   | 야마네 가즈오     |

| 퍼시픽 | 퍼시픽 | 퍼시픽            |
| 타순   | 수비   | 선수              |
| ------ | ------ | ----------------- |
| 1      | (유)   | 아리토 미치요     |
| 2      | (중)   | 시마다 마코토     |
| 3      | (一)   | 가타히라 신사쿠   |
| 4      | (우)   | L. 리             |
| 5      | (좌)   | 구리하시 시게루   |
| 6      | (三)   | 시마타니 긴지     |
| 7      | (二)   | 야마자키 히로유키 |
| 8      | (포)   | 나시다 마사타카   |
| 9      | (투)   | 무라타 조지       |

#### 수상 선수
MVP
- 히라노 미쓰야스(긴테쓰)

### 3차전

#### 스코어
| 팀 | 1 | 2 | 3 | 4 | 5 | 6 | 7 | 8 | 9 | R | H | E |
| 퍼시픽 | 0 | 0 | 0 | 0 | 0 | 0 | 0 | 0 | 1 | 1 | 4 | 1 |
| 센트럴 | 0 | 0 | 0 | 1 | 0 | 0 | 1 | 0 | X | 2 | 9 | 0 |
| 승리 투수: 야마모토 가즈유키(한신) 패전 투수: 다카하시 나오키(닛폰햄) 세이브: 에나쓰 유타카(히로시마) 홈런: 센트럴 – 가케후 마사유키(한신·7회 1점) |   |   |   |   |   |   |   |   |   |   |   |   |

#### 출장 선수
| 퍼시픽 | 퍼시픽 | 퍼시픽            |
| 타순   | 수비   | 선수              |
| ------ | ------ | ----------------- |
| 1      | (중)   | 후쿠모토 유타카   |
| 2      | (좌)   | 구리하시 시게루   |
| 3      | (一)   | 가타히라 신사쿠   |
| 4      | (우)   | L. 리             |
| 5      | (三)   | 아리토 미치요     |
| 6      | (포)   | 가토 도시오       |
| 7      | (二)   | 야마자키 히로유키 |
| 8      | (유)   | 다카시로 노부히로 |
| 9      | (투)   | 기다 이사무       |

| 센트럴 | 센트럴 | 센트럴            |
| 타순   | 수비   | 선수              |
| ------ | ------ | ----------------- |
| 1      | (三)   | 오카다 아키노부   |
| 2      | (유)   | 다카하시 요시히코 |
| 3      | (중)   | 야마모토 고지     |
| 4      | (一)   | 오 사다하루       |
| 5      | (우)   | 기누가사 사치오   |
| 6      | (좌)   | 와카마쓰 쓰토무   |
| 7      | (二)   | 마유미 아키노부   |
| 8      | (포)   | 오야 아키히코     |
| 9      | (투)   | 에가와 스구루     |

#### 수상 선수
MVP
- 에나쓰 유타카(히로시마)

## 특기 사항
전년도 1979년까지의 MVP는 ‘수훈 선수상’으로 시상됐지만 1980년도부터 ‘최우수 선수상’이라는 명칭이 변경돼 감투상·타격상·우수 투수상은 우수 선수상으로 통합됐다.

## 같이 보기
- 일본 야구 기구
- 일본 프로 야구 올스타전